# Tritylchlorid
Tritylchlorid ist eine reaktionsfreudige organisch-chemische Verbindung, die als Schutzgruppe für primäre Alkohole eingesetzt wird.

## Geschichte
Die Verbindung wurde erstmals 1900 vom US-amerikanischen Chemiker Moses Gomberg durch die Reaktion von Benzol mit Tetrachlorkohlenstoff in Gegenwart von Aluminiumchlorid hergestellt.

## Herstellung
Tritylchlorid ist kommerziell erhältlich. Zur Herstellung setzt man Triphenylmethanol mit Acetylchlorid um. Alternativ liefert die Friedel-Crafts-Alkylierung von Benzol mit Tetrachlorkohlenstoff ein Salz aus  Tritylchlorid und Aluminiumchlorid, das bei der Hydrolyse Tritylchlorid liefert.

## Eigenschaften
Die wichtigsten thermodynamischen Eigenschaften sind in der folgenden Tabelle aufgelistet:
| Eigenschaft               | Formelzeichen | Wert (Bemerkung)                             |
| ------------------------- | ------------- | -------------------------------------------- |
| Standardbildungsenthalpie | ΔfH0(s)       | 183 kJ·mol−1                                 |
| Verbrennungsenthalpie     | ΔcH0(s)       | −9826 kJ·mol−1                               |
| Wärmekapazität            | cp            | 367,27 J·mol−1·K−1 (als Feststoff bei 25 °C) |
| Schmelzenthalpie          | ΔfH0          | 27,9 kJ·mol−1 (am Schmelzpunkt)              |
| Schmelzentropie           | ΔfS0          | 74,1 kJ·mol−1 (am Schmelzpunkt)              |

## Verwendung
Zur Synthese von Tritylethern setzt man einen Alkohol mit Tritylchlorid (Ph3CCl, abgekürzt TrCl) in Gegenwart einer Base (z. B. Pyridin) um. Aus sterischen Gründen werden ausschließlich primäre Alkohole mit Tritylchlorid verethert und es ist beispielsweise bei Monosacchariden möglich, die Hydroxygruppe an C-6 selektiv neben allen anderen zu schützen.
Außerdem kann das Triphenylmethylradikal aus Tritylchlorid hergestellt werden.